# Turduli
I Turduli (in seguito suddivisi in Betici, Oppidani, Veteres e Bardili) furono un antico popolo preromano della penisola iberica che visse nelle attuali regioni costiere del Portogallo e nel sudovest della Spagna.

## Origini

I popoli dell'Iberia attorno al 300 a.C.

Nelle fonti antiche vengono spesso accostati ai potenti Turdetani della Betica (l'odierna Andalusia), ma la loro appartenenza etnica è ancora incerta. Alcuni recenti studi linguistici delle poche iscrizioni funebri rimaste tuttavia indica che in origine parlassero una lingua indoeuropea del ramo anatolico simile al misio. L'alfabeto usato nella scrittura derivava da quello tartessico.
Secondo l'esploratore greco del IV secolo a.C. Pitea, il loro luogo di origine sorgeva a nord della Turdetania (la regione del semileggendario regno di Tartesso), l'odierna regione spagnola dell'Estremadura, dove sorgeva la loro capitale Regina Tourdulorum (Reina).
Plinio il Vecchio cita i Turdili per la credenza che chi tra loro avesse più di 32 denti sarebbe vissuto più a lungo.

## Espansione
Il crollo di Tartesso attorno al 530 a.C. e le migrazioni dei Celti del VI-V secolo a.C. diedero inizio al loro spostamento; la maggior parte dei Turduli si insediò nella regione poi conosciuta come Baeturia Turdulorum, nel medio bacino dell'Anas (Guadiana), e furono chiamati Baetici Turduli. Tra le loro città vi erano Budua (Badajoz), Dipo (Guadajira), Mirobriga (Capilla), Sisapo (Almadén) e la capitale Ibolca (la romana Obulco, oggi Porcuna).
Altri rami migrarono nelle regioni costiere dell'attuale Portogallo, che furono chiamate Turdulorum Oppida (ossia “insediamenti fortificati dei Turduli”), e furono conosciuti perciò come Turduli Oppidani. Gli oppida principali erano Aeminium (Coimbra), Conimbriga (Condeixa-a-Velha), Coniumbriga (forse Monte Meão), Collipo (S. Sebastião do Freixo), Eburobrittium (Amoreira de Óbidos), Ierabriga (Alenquer) e Olisipo (Lisbona).
A sud di questi, nella penisola di Setúbal, si insediò il popolo affine dei Bardili, con capitale Bardo, mentre l'attuale regione portoghese di Beira Litorale, subito a nord dei Turduli Oppidani, fu colonizzata dai popoli designati come Turduli Veteres, o Turduli antichi, nelle fonti dell'epoca. La loro capitale era Langobriga (odierna Fiães).

## Dominio cartaginese e romano
I Bardili e gli Oppidani divennero clienti di Cartagine nella seconda metà del III secolo a.C. ma il loro ruolo nella seconda guerra punica è incerto. In seguito gli Oppidani furono sottomessi dai Lusitani, mentre i Veteres resistettero alle pressioni lusitane, galleche e cartaginesi.
Durante la guerra di Lusitania gli Oppidani e i Veteres subirono le devastazioni (138-136 a.C.) del console Decimo Giunio Bruto per aver aiutato i Lusitani e furono sconfitti di nuovo nel 93 a.C. dal pretore Publio Licinio Crasso Dive nella sua campagna contro Lusitani e Celtici, che li integrò nella provincia dell'Hispania Ulterior assieme ai Bardili, che avevano goduto di una certa libertà fino a quel momento per non essersi opposti ai Romani. Oppidani e Veteres si ribellarono un'ultima volta nel 61-60 a.C., ma furono nuovamente sconfitti ed assoggettati da Giulio Cesare, allora propretore dell'Hispania Ulterior.
Veteres, Oppidani e Bardili vennero infine inclusi nella provincia di Lusitania da Augusto nel 27-13 a.C., mentre i Betici diedero il nome alla nuova provincia di Betica, nella quale vivevano.